# Battaglia di Sedan
(Benedetto Croce, Storia d'Italia dal 1871 al 1915, 1927)
La battaglia di Sedan ebbe luogo fra il 31 agosto ed il 2 settembre 1870; fu lo scontro decisivo della seconda fase della guerra franco-prussiana (19 luglio 1870-10 maggio 1871) e si concluse con il totale accerchiamento e la resa incondizionata dell'armata francese "di Châlons" al comando inizialmente del Maresciallo di Francia Patrice de Mac-Mahon, e, dopo il ferimento di quest'ultimo, dei generali Ducrot e de Wimpffen.
L'imperatore Napoleone III, presente sul campo di battaglia con le sue truppe, fu costretto alla capitolazione, il 2 settembre, insieme ai resti dell'armata, di fronte alla schiacciante superiorità dell'esercito prussiano guidato dall'abile feldmaresciallo von Moltke. A causa della catastrofe, a Parigi venne rapidamente decisa (il 4 settembre) la deposizione dell'imperatore e la fine del Secondo Impero.

## Premesse
Nella metà di agosto del 1870, dopo le prime sconfitte sulla frontiera alsaziano-lorenese, l'esercito francese era diviso in due corpi principali: l'armata di Châlons, guidata dal maresciallo di Francia Patrice de Mac-Mahon e concentrata dal 16 agosto appunto nella omonima cittadina sulla Marna, dove era presente anche l'imperatore Napoleone III, e l'armata del Reno, guidata da un altro maresciallo di Francia, François Achille Bazaine.
Il maresciallo Bazaine, impegnato contro la parte principale dell'esercito prussiano (I e II armata), dopo aver respinto un primo tentativo di manovra aggirante tedesca il 16 agosto (battaglia di Mars-la-Tour), aveva mancato di contrattaccare e sfruttare il momento favorevole, ripiegando verso la piazzaforte di Metz. Nella decisiva battaglia di Gravelotte del 18 agosto il maresciallo, pur infliggendo gravi perdite al nemico, perse nuovamente alcune occasioni favorevoli, non impiegò l'interezza delle proprie truppe e venne alla fine battuto e respinto, pur disponendo ancora di forze molto ingenti (155 000 uomini), in una posizione strettamente difensiva nella piazzaforte di Metz (Assedio di Metz, 3 settembre-23 ottobre 1870), circondata dalla II armata prussiana, al comando del principe Federico Carlo di Prussia e forte di 168 000 uomini.
Mentre il maresciallo Bazaine combatteva queste battaglie per cercare, invano, di sfuggire alla manovra avvolgente tedesca e ripiegare oltre la Mosa, i tre corpi d'armata francesi (I, V e VII) impegnati più a sud, dopo essere stati a loro volta battuti nelle aspre battaglie di Wissembourg e di Froeschwiller, avevano invece precipitosamente ripiegato, sotto la guida del maresciallo Mac-Mahon, verso ovest, sfuggendo alle truppe della III armata tedesca del Principe ereditario di Prussia e riuscendo a raggiungere Châlons, dove erano in afflusso ulteriori truppe di riserva francesi per ricostituire una nuova massa di manovra a protezione della regione parigina.

## Il dilemma strategico francese

Il maresciallo Bazaine; indeciso e demoralizzato, non collaborò al tentativo di offensiva di Mac-Mahon e preferì rimanere nel campo fortificato di Metz.

L'armata francese di Châlons, composta da circa 130 000 uomini e munita di 423 cannoni, venne costituita con l'unione del I corpo (generale Ducrot), del V corpo (generale de Failly), del VII corpo (generale Félix Douay), tutti reduci delle sconfitte in Alsazia e, in ultimo, dal XII corpo (prima al comando del generale Trochu e quindi dal generale Lebrun), costituito frettolosamente dopo l'inizio della guerra con una divisione di fanteria di marina (inizialmente destinata a sbarcare sulle coste tedesche), alcuni reparti regolari e numerose reclute. Alcuni reggimenti della Garde mobile, inizialmente assegnati a rinforzare l'armata, ritenuti infidi e inadatti al combattimento, vennero ritirati e inviati a Parigi.
Al campo di Châlons era giunto Napoleone III (molto sofferente per una sua grave malattia neoplastica), il quale, dopo aver ceduto il comando supremo dell'esercito a Bazaine fin dal 12 agosto, aveva abbandonato il 14 agosto l'armata del Reno assieme al principe ereditario e aveva raggiunto, scortato dalle sue guardie a cavallo, Verdun il 16, per poi raggiungere l'esercito di Mac-Mahon nella serata dello stesso giorno in un vagone ferroviario. L'imperatore, dopo aver delegato il potere politico alla consorte imperatrice Eugenia de Montijo e il comando dell'esercito al maresciallo Bazaine, di fatto, non deteneva più alcun potere decisionale né militare né politico.
L'armata, in mancanza di un collegamento con le forze del maresciallo Bazaine rimaste a Metz, non aveva dimensioni sufficienti per sperare di respingere una eventuale avanzata tedesca su Parigi e, in effetti, sembrò che Mac-Mahon fosse, piuttosto, dell'opinione di concentrarsi all'interno delle fortificazioni della capitale, a rinforzo della guarnigione cittadina, per dar tempo alla nuova mobilitazione generale in corso in tutta la Francia.

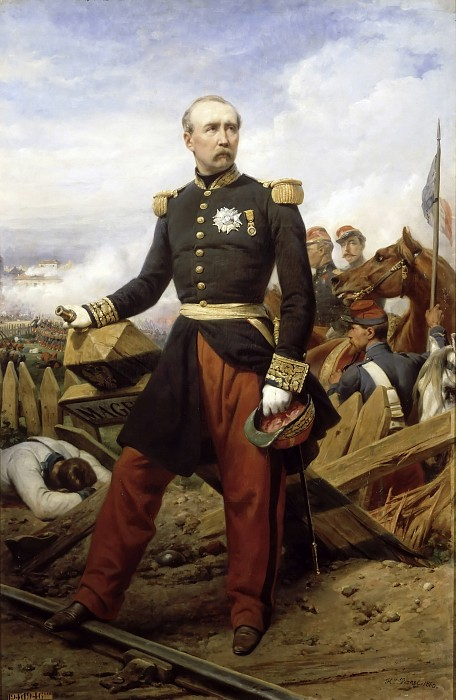
Il maresciallo di Francia Patrice de Mac-Mahon

Nei giorni successivi si succedettero freneticamente discussioni e consigli di guerra per decidere il miglior impiego della forza al comando di Mac-Mahon. Durante l'importante conferenza del 17 agosto, Napoleone, Mac-Mahon, Trochu (l'influente comandante del XII corpo) e il Principe Napoleone Girolamo decisero, soprattutto su consiglio del Principe Girolamo, di rinunciare alla marcia su Metz e di organizzare invece il ripiegamento su Parigi. Ma questa decisione venne rapidamente revocata dall'imperatore, dopo l'arrivo di un messaggio ottimistico di Bazaine (scritto dopo la battaglia di Mars-la-Tour) e dopo l'intervento del capo del governo Cousin-Montauban, entrambi favorevoli (come anche l'imperatrice Eugenia) ad una audace avanzata per accorrere in aiuto delle forze bloccate a Metz. Questo mutamento di strategia era motivato dal timore di rivolgimenti politici violenti a Parigi come conseguenza di una sconfitta sul campo dell'imperatore..
Mac-Mahon, completamente all'oscuro dei piani di Bazaine, manteneva grandi riserve su questi piani offensivi; in una conversazione del 21 agosto con il presidente del Senato, Eugène Rouher, che gli aveva fatto visita, il maresciallo si disse convinto che una marcia verso est si sarebbe inevitabilmente tradotta in una disfatta; in assenza di notizie da Bazaine entro il 23 agosto, il maresciallo garantì che avrebbe proceduto a ritirarsi su Parigi.
Tutto dipendeva, quindi, dalle notizie circa il destino di Bazaine e dell'armata del Reno. Mac-Mahon scelse di guadagnare tempo e il 21 agosto mosse su Reims, posizione dalla quale egli stimava di poter assistere Bazaine, nel caso quest'ultimo fosse uscito da Metz e che gli consentiva allo stesso tempo di ripiegare relativamente indisturbato su Parigi.
Ciò che lo indusse alla fine a muovere su Metz fu un telegramma di Bazaine, giunto il 21 agosto, ma inviato alcuni giorni prima, il 19 agosto, giorno successivo alla battaglia di Gravelotte e precedente a quello in cui i Prussiani interruppero le comunicazioni telegrafiche. Il messaggio assicurava: "Conto ancora di muovermi verso Châlons via Montmedy... ovvero via Sedan, od anche Mezieres". Mac-Mahon e Napoleone III, ulteriormente sollecitati ad agire da un messaggio di Cousin-Montauban del 22 agosto, vollero quindi credere che Bazaine avesse già lasciato Metz e decisero di raggiungerlo sulla strada di Montmedy, attraversando la Mosa a Stenay.
La decisione, raggiunta dopo tante tergiversazioni e ripensamenti e basata su argomenti di natura militare, ma anche e soprattutto politici, si sarebbe risolta in un disastro. Un eventuale ripiegamento su Parigi dell'imperatore e dell'esercito sconfitto e l'abbandono delle ingenti forze di Bazaine a Metz, avrebbe potuto innescare sviluppi rivoluzionari catastrofici per il Secondo Impero. Per i militari e la casa reale divenne quindi inevitabile giocare il tutto per tutto proseguendo il piano originario di ricongiungimento delle due armate francesi. Sollecitata ad accorrere in aiuto di Bazaine e ingannata dai contraddittori messaggi provenienti dall'armata del Reno sulle velleità offensive di quest'ultimo, l'armata di Mac-Mahon e di Napoleone III avrebbe dovuto marciare verso Metz, contando soprattutto sulla capacità e sulla volontà del maresciallo bloccato nella fortezza di aprirsi la strada verso nord.

## La marcia di Mac-Mahon e il ripiegamento su Sedan

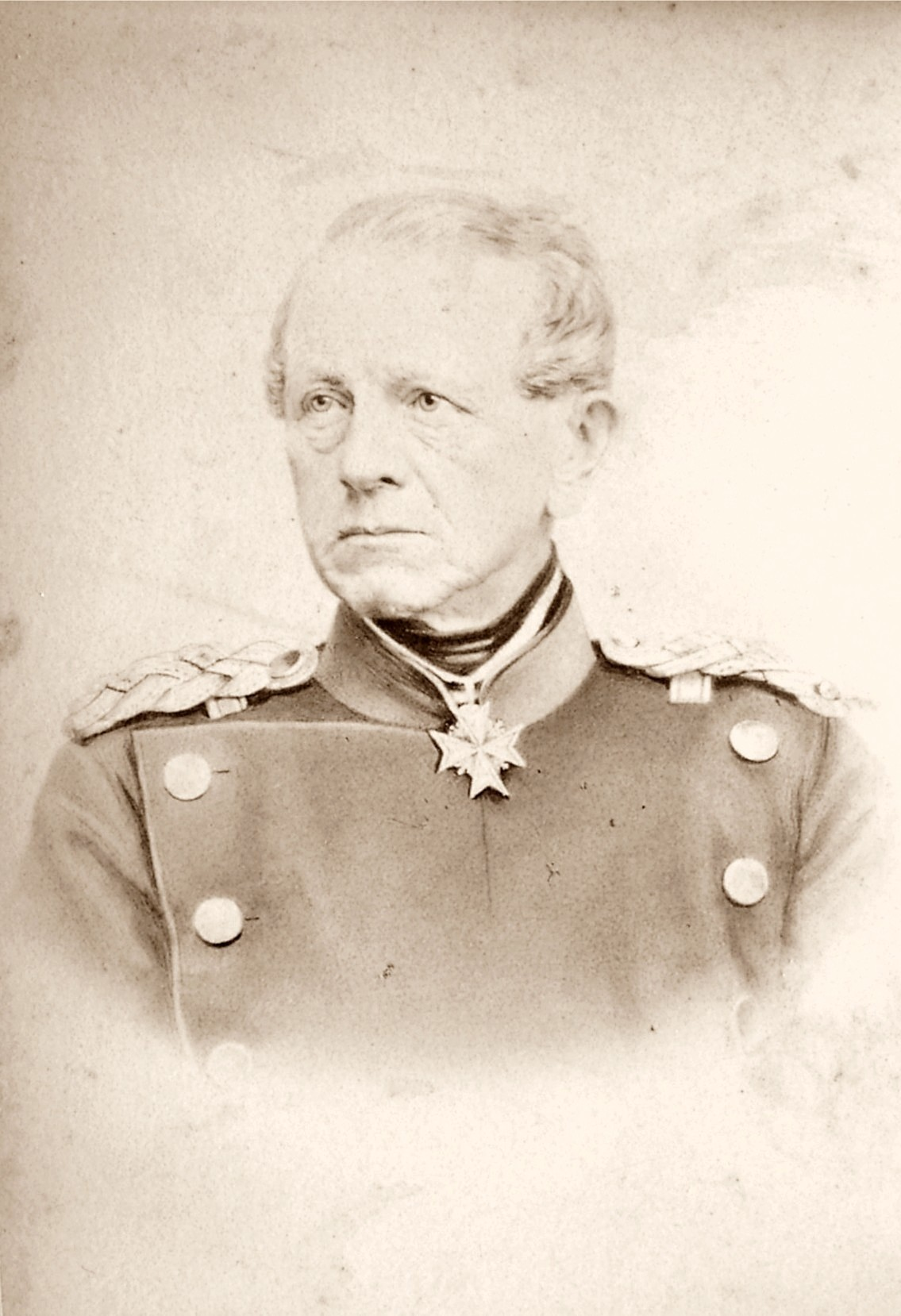
Il feldmaresciallo Helmuth von Moltke, artefice principale della decisiva vittoria di Sedan.

### L'avanzata francese e la manovra di avvolgimento prussiana
L'armata di Châlons lasciò quindi le proprie posizioni a Reims il 23 agosto ed iniziò la marcia verso nord-est, in direzione di Montmédy e verso i confini del Belgio: si sperava di avanzare a grande velocità per evitare di rimanere agganciata dai prussiani prima di ricongiungersi a sud con l'esercito di Bazaine. La disorganizzazione, l'impreparazione e lo scarso coordinamento dell'armata resero il movimento, nondimeno, particolarmente confuso e lento: carenze nei rifornimenti costrinsero le truppe ad approvvigionarsi con le risorse locali; Mac-Mahon fu addirittura costretto a deviare momentaneamente a nord per facilitare l'arrivo per ferrovia di altre vettovaglie; solo il 26 agosto i francesi ritornarono nuovamente a est per marciare verso la Mosa.
I Prussiani, dopo il riuscito accerchiamento dell'armata francese del Reno intorno alla fortezza di Metz, avevano energicamente proseguito la loro avanzata verso il cuore della Francia, marciando in direzione della Marna e di Parigi, divisi in due masse separate: a sud, lungo la Mosa a Commercy, la III armata del Principe reale di Prussia, costituita dal I (generale von der Tann) e II corpo bavarese (generale von Hartmann), dal V corpo prussiano (generale von Kirchbach) e dal XI corpo assiano (generale von Bose); più a nord la nuova IV armata - denominata anche Maasarmee, armata della Mosa - del Principe reale di Sassonia, appena costituita con il IV corpo prussiano (generale Gustav von Alvensleben), il XII corpo sassone (principe Giorgio di Sassonia) e la prestigiosa Guardia reale prussiana (reduce dalle pesanti perdite subite a Gravelotte, sempre al comando del principe Augusto di Württemberg), formazioni distaccate dalla II armata del Principe Federico Carlo rimasta sul fronte di Metz. Le due armate contavano 240 000 uomini e 700 cannoni. Le armate erano opportunamente precedute dallo schermo della cavalleria tedesca collocata come avanguardia con lo scopo di agganciare il nemico, che si presumeva schierato a difesa della capitale, e individuarne la posizione e le intenzioni.
Von Moltke, il capace e preparato capo di stato maggiore dell'Esercito prussiano, diramò gli ordini dettagliati per la riorganizzazione dell'esercito e per la marcia in direzione della Marna, il 21 agosto; la manovra avrebbe avuto inizio il 23. La situazione rimaneva tuttavia pericolosa: Bazaine era ancora solidamente schierato intorno a Metz con le sue truppe e teneva impegnate cospicue forze prussiane, mentre la direzione del movimento del nuovo esercito francese di MacMahon, come i piani del maresciallo, rimanevano oscuri.
Fino alla sera del 25 agosto Moltke continuò quindi a spingere cautamente verso ovest il suo schieramento, mentre la cavalleria, lanciata molto più avanti, segnalò prontamente il movimento francese verso Reims. Ma alla fine giunsero notizie più precise sulle intenzioni del nemico. Un dispaccio da Londra, basato su fonti provenienti dalla stampa parigina, svelò chiaramente le intenzioni di Mac-Mahon, rivelando la direzione del suo movimento diretto a cercare di accorrere in aiuto del maresciallo Bazaine. Moltke, pur non sottovalutando le possibilità della natura ingannevole di queste fonti, prese la sua decisione nella notte del 25 agosto: tutte le forze germaniche impegnate in direzione della Marna avrebbero effettuato un movimento verso nord; la Maasarmee avrebbe marciato attraverso le Argonne, mentre il grosso della III armata (nonostante alcune conflittualità con il generale Blumenthal, capo di stato maggiore dell'armata) avrebbe a sua volta deviato a destra verso Suippes e Sainte-Menehould, mantenendo il contatto con il fianco sinistro dell'Armata della Mosa. La cavalleria avrebbe proceduto in avanti per agganciare il nemico, che si riteneva essere situato approssimativamente tra Vouziers e Buzancy.
Il difficile cambio di direzione venne effettuato con successo, nonostante le pessime condizioni atmosferiche; non mancarono episodi di confusione e di disordine, ma nel complesso le due armate tedesche riuscirono a concentrarsi e a progredire rapidamente verso nord, e già il 26 agosto la cavalleria del XII corpo sassone ebbe un primo contatto con i francesi tra Vouziers e Grandpré. Si trattava della cavalleria del VII corpo francese che proteggeva il lato destro della armata in marcia verso la Mosa.

### I primi scontri

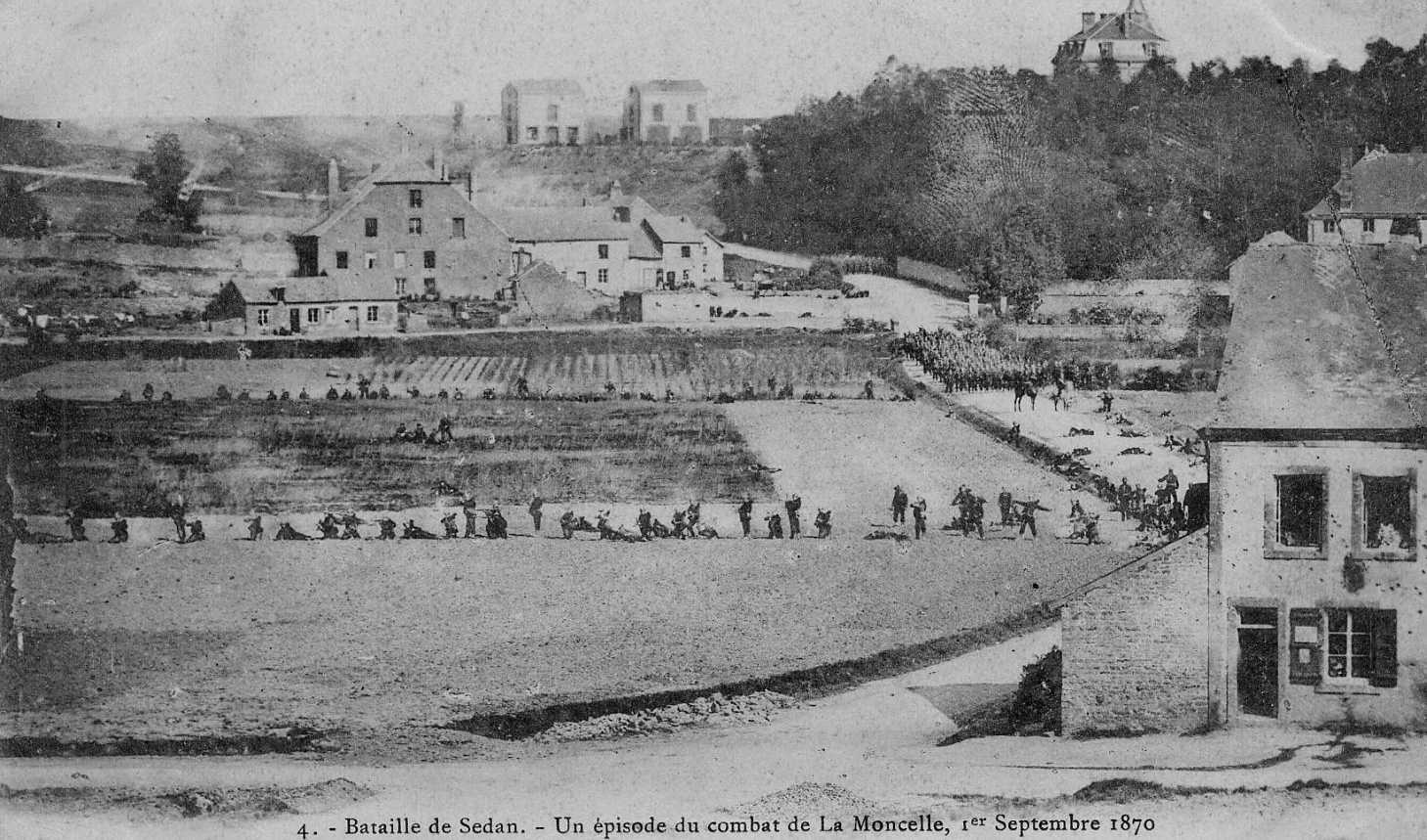
Fotografia delle fasi iniziali della Battaglia

L'armata di Mac-Mahon, nonostante le grandi difficoltà di rifornimento, aveva proseguito faticosamente verso est contando di attraversare la Mosa e quindi marciare su Montmédy. Mac-Mahon, allarmato dai rapporti sulla cavalleria prussiana presente sul suo fianco destro, fece inizialmente convergere su Vouziers anche il I corpo, temendo una battaglia generale. Il 27 agosto, la cavalleria tedesca ebbe un nuovo scontro con i francesi del V corpo, a Bouzancy, mentre il grosso del XII corpo sassone, schierato sulla destra della Maasarmee, sbucato fuori con successo dalla foresta della Argonne, attraversò senza problemi la Mosa a Stenay e a Dun-sur-Meuse, posizionandosi quindi sulla riva destra del fiume e sbarrando la via per Montmedy e Metz.

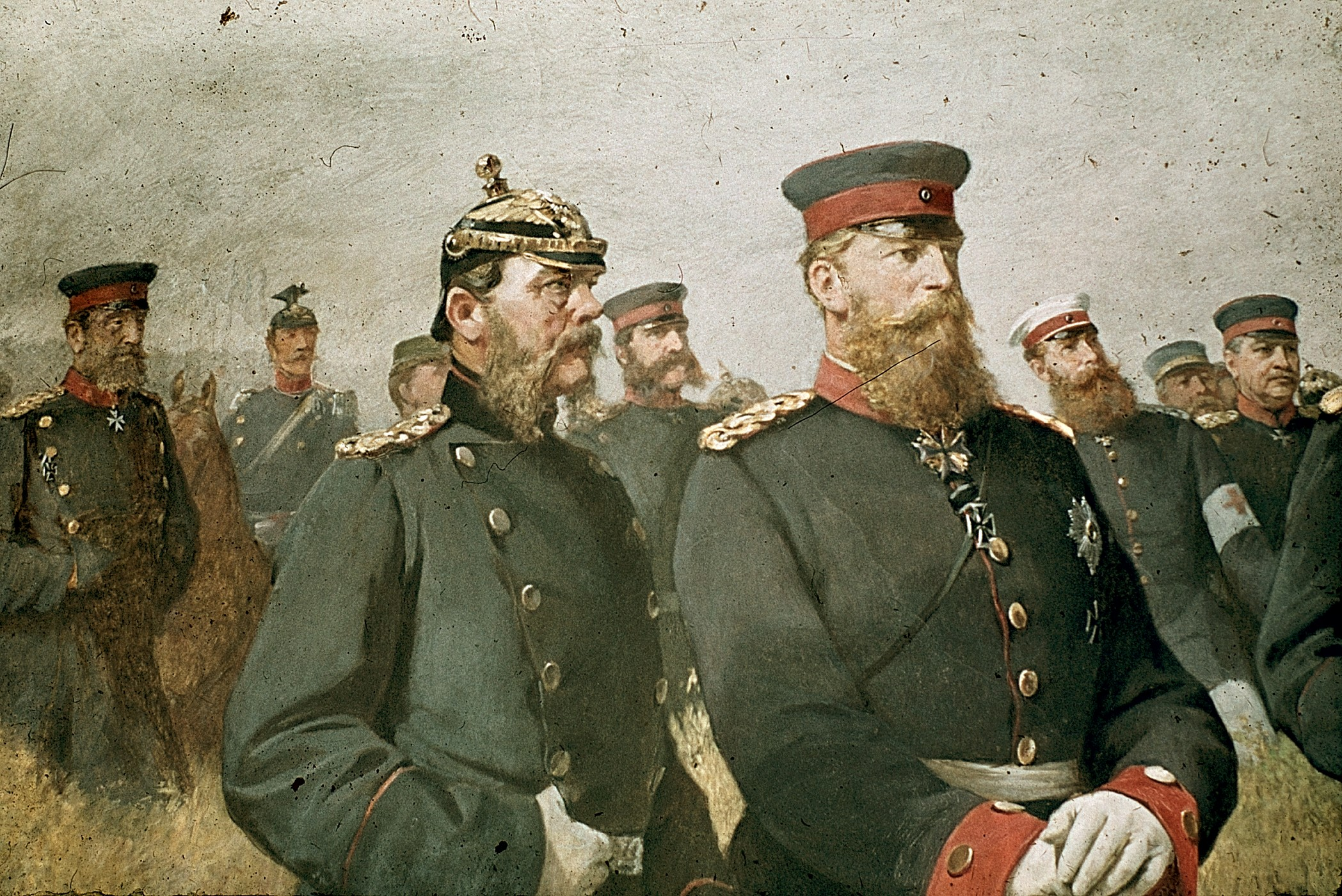
I due comandanti d'armata dell'esercito tedesco; a sinistra il Principe Alberto di Sassonia, a destra il Principe ereditario di Prussia Federico.

Mac-Mahon, installato a Le Chesne, edotto sui pericolosi sviluppi della situazione, la notte del 27, comprese il rischio che stava correndo e fermò la marcia in direzione est, progettando di dirigere a nord e inviando anche un messaggio a Bazaine, sollecitando la sua collaborazione e avvertendolo di un suo probabile ripiegamento su Mézières. La notte del 28 agosto, tuttavia, un perentorio messaggio del capo del governo Cousin-Montauban, sollecitò, con affermazioni ottimistiche, una ripresa della manovra in direzione di Bazaine e impose nuovamente al demoralizzato Mac-Mahon di riprendere l'estenuante movimento verso est.
Il maresciallo venne anche rassicurato da Parigi sul presunto basso morale e la grande confusione presenti tra i tedeschi. Egli inoltre non era evidentemente a conoscenza del concentramento sul suo fianco destro, e in parte anche di fronte, della Maasarmee, che aveva già attraversato la Mosa proprio a Stenay dove il maresciallo contava di far convergere le sue truppe prima di proseguire verso Metz. Il 28 agosto, quindi, la marcia dei francesi riprese, ostacolata e intralciata sul fianco destro dalla cavalleria nemica che occupò rapidamente Vouziers e Bouzancy, appena abbandonate dal V e VII corpo; ormai cosciente dell'impossibilità di marciare direttamente su Stenay, il 29 agosto Mac-Mahon decise di attraversare la Mosa più a nord, a Remilly e a Mouzon, dove subito diresse i due corpi francesi più settentrionali (I e XII) e meno incalzati dalla cavalleria germanica.
Mentre i corpi settentrionali francesi trovavano riparo a nord della Mosa, il VII corpo ebbe ancora un grosso scontro con il nemico a La Besace, prima di ripiegare a sua volta a Mouzon; invece il V corpo (generale De Failly), mal informato sul nuovo movimento verso nord dell'armata, proseguì in un primo tempo verso est e subito dopo venne agganciato dalla cavalleria sassone. In ultimo, dopo essere stato ritardato, si accampò per la notte del 30 agosto a ovest della Mosa, vicino a Beumont.
Mentre l'armata francese ripiegava faticosamente verso nord-est, le forze tedesche convergevano sistematicamente sul nemico: il 29 agosto, Moltke aveva ormai completato la sua manovra e poté effettuare la marcia di contatto con l'armata francese: la Maasarme, già a est del fiume, venne diretta su Beaumont con il XII corpo sassone e il IV corpo prussiano, mentre la Guardia prussiana venne lasciata in riserva; la III armata, concentrata tra Sommerance e Monthois, sarebbe avanzata su Bouzancy e Le Chesne, dirigendo quindi su Beuamont i corpi bavaresi e su Stonne il V corpo prussiano. Gli stanchi soldati del V corpo francese, accampati e addormentati nei pressi di Beaumont, stavano per essere attaccati in forze dal nemico in avvicinamento.

### Battaglia di Beaumont
Il 30 agosto le forze tedesche che stavano rapidamente convergendo sulla armata di Mac-Mahon, in ripiegamento verso nord-est per cercare riparo oltre la Mosa, intercettarono a Beaumont, a sud-est di Mouzon, le forze del V corpo (generale de Failly) che si erano attardate sulla riva sinistra della Mosa, esauste dopo la estenuante marcia. Queste vennero colte di sorpresa nella notte (ore 3.30) del 30 agosto, dalla comparsa improvvisa delle truppe nemiche. Su Beaumont si concentrarono da ovest reparti dei due corpi d'armata bavaresi, da sud-est elementi del XII corpo sassone (che era già in parte sulla riva orientale della Mosa dopo aver attraversato a Stenay fin dal 27 agosto) e, soprattutto, da sud il grosso del IV corpo prussiano (generale Alvensleben).
Presi completamente alla sprovvista, i francesi cercarono, senza risultati, di resistere, prima di ripiegare gradualmente verso nord. Il V corpo venne in parte sostenuto dal XII corpo (generale Lebrun), che era già in gran parte sulla riva settentrionale della Mosa e che coprì il ripiegamento verso nord. Dopo alcune ore di battaglia e una valorosa resistenza francese, il IV corpo prussiano finì per sbaragliare il nemico (ore 18.00) che si ritirò confusamente oltre la Mosa a Mouzon, mentre i tedeschi della III e della IV armata (prussiani, bavaresi e sassoni) si riunivano vittoriosi sul campo di battaglia.
Al termine dello scontro i resti del V corpo francese e il XII corpo, che avevano perso quasi 7 500 uomini e 40 cannoni (contro 3 500 uomini circa da parte dei Prussiani), ripiegarono quindi sulla piazzaforte di Sedan, nelle Ardenne a pochi chilometri dalla frontiera belga, dove erano già confluiti gli altri corpi più settentrionali (I e VII) che avevano potuto attraversare senza problemi la Mosa fin dal 29 agosto a Mouzon e a Remilly. Mac-Mahon contava finalmente, con le sue forze concentrate a nord della Mosa, di dare riposo all'armata, rifocillarla, rifornirla e poi, di ritirarsi, sperabilmente, su Parigi.
Dopo i fatti di Beaumont, cosciente della vicinanza del nemico, infatti, il maresciallo non contava più su una concreta collaborazione con le forze del maresciallo Bazaine, di cui non aveva più notizie certe, e riteneva ormai impossibile continuare la marcia verso sud per soccorrere la piazzaforte di Metz.

### Assedio di Metz
Mentre la situazione dell'armata del maresciallo Mac-Mahon si faceva sempre più disperata, il maresciallo Bazaine a Metz, incerto, indeciso e pessimista sulle possibilità di una efficace collaborazione tra le due masse separate dell'esercito francese, aveva preferito, nonostante le ripetute e ambigue assicurazioni comunicate al suo collega Mac-Mahon, salvaguardare in primo luogo le sue truppe, senza esporle in rischiose offensive per cercare di rompere il cerchio germanico intorno alle sue posizioni. Il 26 agosto, dopo lunghe discussioni con i suoi subordinati, aveva abbandonato un suo primo piano di sortita, e solo il 31 agosto e il 1º settembre, mentre a Sedan era in corso la battaglia, il maresciallo sferrò un attacco in forze (con l'impiego di quattro corpi d'armata) a Noisseville, con lo scopo di ottenere un successo decisivo e superare le difese tedesche nel settore nord-orientale del fronte d'accerchiamento.
Dopo un notevole successo iniziale, ottenuto nel pomeriggio del 31 agosto contro il I corpo prussiano del generale von Manteuffel, attaccato dalle preponderanti forze francesi del III e del IV corpo, il 1º settembre, Bazaine, nonostante la sua netta superiorità numerica, non rinnovò il tentativo e si fece contrattaccare dalle riserve prussiane prontamente accorse, decidendo rapidamente di sospendere l'attacco e iniziare il ripiegamento. Mentre l'armata di Châlons veniva distrutta o catturata a Sedan, nello stesso momento l'armata del Reno di Bazaine ritornava demoralizzata sulle sue posizioni difensive a Metz, definitivamente condannata a subire l'assedio del nemico, senza alcuna possibilità di intervenire a sostegno dei commilitoni accerchiati più a nord.

### Ritirata su Sedan

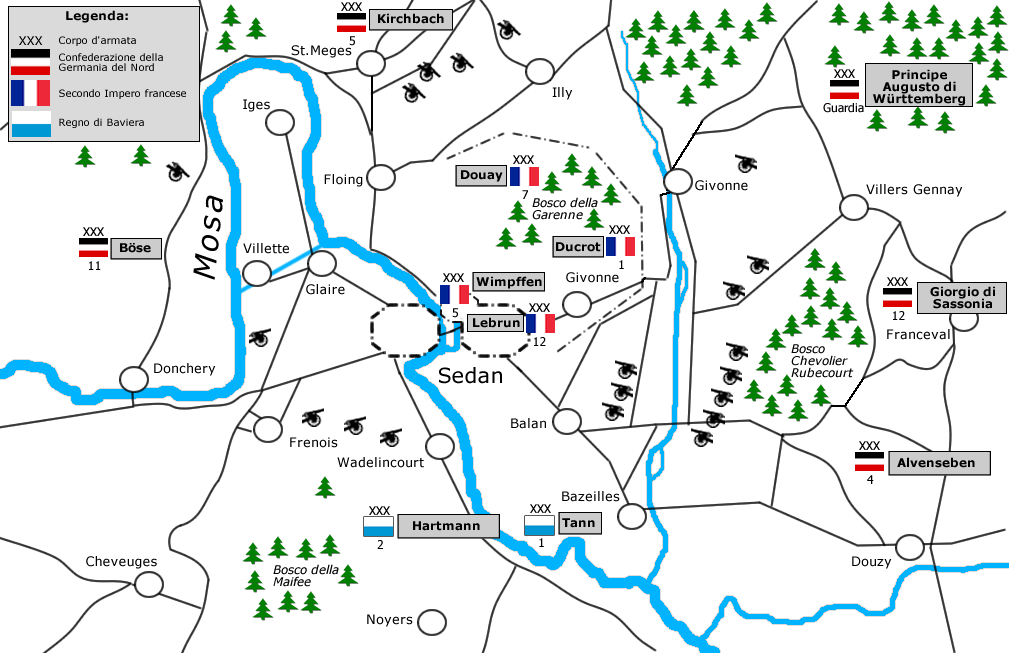
la Mappa della fase decisiva della battaglia con indicazione degli schieramenti tedesco e francese

La armata francese di Châlons, benché scoraggiata dalla sconfitta di Beaumont e provata dalla mancanza di rifornimenti, riuscì a ripiegare in discreto ordine sino a Sedan, totalmente all'oscuro degli sviluppi di Metz e della posizione delle forze del maresciallo Bazaine. La mattina del 31 agosto l'intera armata (salvo un corpo di cavalleria che giunse solo in serata) era schierata attorno alla città delle Ardenne: il I corpo (Ducrot) teneva la linea della Givonne a est, il XII corpo (Lebrun) occupava le posizioni sulla Mosa a sud (imperniate sulle difese del villaggio di Bazeilles), mentre il VII corpo (Douay) era posizionato a nord della città e occupava gli importanti centri di Fleigneux, Floing e Illy, in collegamento sulla destra con le forze del generale Ducrot; infine i resti del V corpo, duramente battuti a Beaumont, rimanevano di riserva nelle vicinanze della fortezza.
Il maresciallo Mac-Mahon, con una armata duramente provata e stanca, decise quindi di sostare sulle posizioni raggiunte e di rinviare l'inizio della marcia verso nord a mezzogiorno del 1º settembre. La posizione appariva, d'altronde, solida, coperta a sud ed a est dalla Mosa e dalla Givonne, a nord-est della frontiera belga, mentre a nord-ovest la strada per Mézières appariva libera e sicura.

È difficile affermare quali siano state le ragioni di questa pericolosa sosta. Sicuramente il maresciallo disponeva di scarse e inesatte notizie sulle forze e i movimenti del nemico; in particolare, calcolò le forze di fronte a lui in circa 70 000 uomini (quindi molto inferiori alla sua armata) e non ebbe notizia delle altre truppe tedesche già presenti a est della Mosa e, soprattutto, della marcia prussiana a nord della Mosa che metteva in pericolo la via di ritirata verso Mezieres.
Sembra che in un primo tempo l'opinione di Napoleone III, che aveva voluto seguire l'esercito a Sedan, fosse di cercare di ripiegare immediatamente verso nord, ma l'imperatore era ormai malato, depresso e privo di poteri reali e non impose la sua decisione, preferendo delegare tutta l'autorità al maresciallo. È probabile che a deporre a favore della sosta a Sedan, fosse anche la prospettiva di un facile ripiegamento sulla vicinissima frontiera belga in caso di peggioramento della situazione tattica. È da tenere in conto, oltretutto, lo stato di scoramento e di stanchezza generale dell'armata e dei suoi comandanti. Lo stesso Mac-Mahon, in un celebre ordine del giorno rivolto alle truppe alla sera del 31 agosto, dispose (evidentemente rassicurato sulla forza e la posizione del nemico) per il giorno 1º settembre, addirittura una giornata di riposo e ristoro generale, Il maresciallo era ben lontano dall'immaginare gli sviluppi catastrofici della situazione che si sarebbero verificati il giorno successivo.
Non vennero nemmeno predisposte adeguate misure difensive, e non venne curato con sufficiente attenzione l'ordine di distruggere tutti i ponti sulla Mosa fra Sedan e Mézières (luogo prefissato del ripiegamento, dove era già presente il XIII corpo d'armata del generale Vinoy e tappa obbligata per raggiungere la capitale), al fine di rendere sicura la strada della ritirata: il ponte di Donchery, inoltre, rimase intatto. Il maresciallo Mac-Mahon non provvide nemmeno a difendere adeguatamente i molti guadi sulla Mosa, spalancando così ampi varchi al passaggio delle forze prussiane.

## La battaglia
(frase pronunciata dal feldmaresciallo von Moltke, prima della battaglia)
(frase pronunciata dal generale Ducrot, prima della battaglia)

### L'accerchiamento prussiano
Von Moltke era ancora alla ricerca di una decisiva “battaglia di distruzione”: si presentava ora una magnifica occasione, per il comando tedesco, di organizzare e combattere una kesselschlacht (letteralmente "battaglia del calderone", nella terminologia dell'esercito prussiano, una battaglia di accerchiamento, anche definita zirkelschlacht, "battaglia circolare"). Di fronte all'immobilità del nemico intorno a Sedan, il feldmaresciallo poté dunque procedere al completamento della sua manovra: dopo il vittorioso scontro di Beaumont, la linea della Mosa era ormai solidamente occupata, mentre i corpi della Maasarmee, già ad est del fiume, poterono continuare indisturbati verso nord, lungo il confine belga. Sull'ala sinistra tedesca, il V e l'XI corpo della III armata si spinsero verso nord trovando sorprendentemente intatto e indifeso il ponte sulla Mosa a Donchery, che permise a queste forze di passare sulla riva settentrionale il 31 agosto e quindi di sbarrare al nemico la ritirata anche verso nord.
Nel frattempo, sempre il 31 agosto, l'ala destra della III armata (a sud di Sedan), trovando distrutto il ponte di Remilly, attraversò il fiume più a sud, in parte a guado e in parte, dopo un duro combattimento, sfruttando il ponte della ferrovia a Bazeilles: in serata le avanguardie del I corpo bavarese ebbero un primo scontro con la divisione di fanteria di marina del XII corpo francese, guidata dal generale Vassoigne e vennero respinte senza poter prendere la cittadina. Le azioni del 31 agosto, tuttavia, avevano consentito ai tedeschi di assicurarsi, oltre all'importantissimo ponte di Donchery, numerosi punti di attraversamento sulla Mosa, anche attrezzati con ponti di barche, e quindi di conquistare un decisivo vantaggio strategico su un nemico ormai del tutto inidoneo a qualsivoglia tentativo d'evasione.

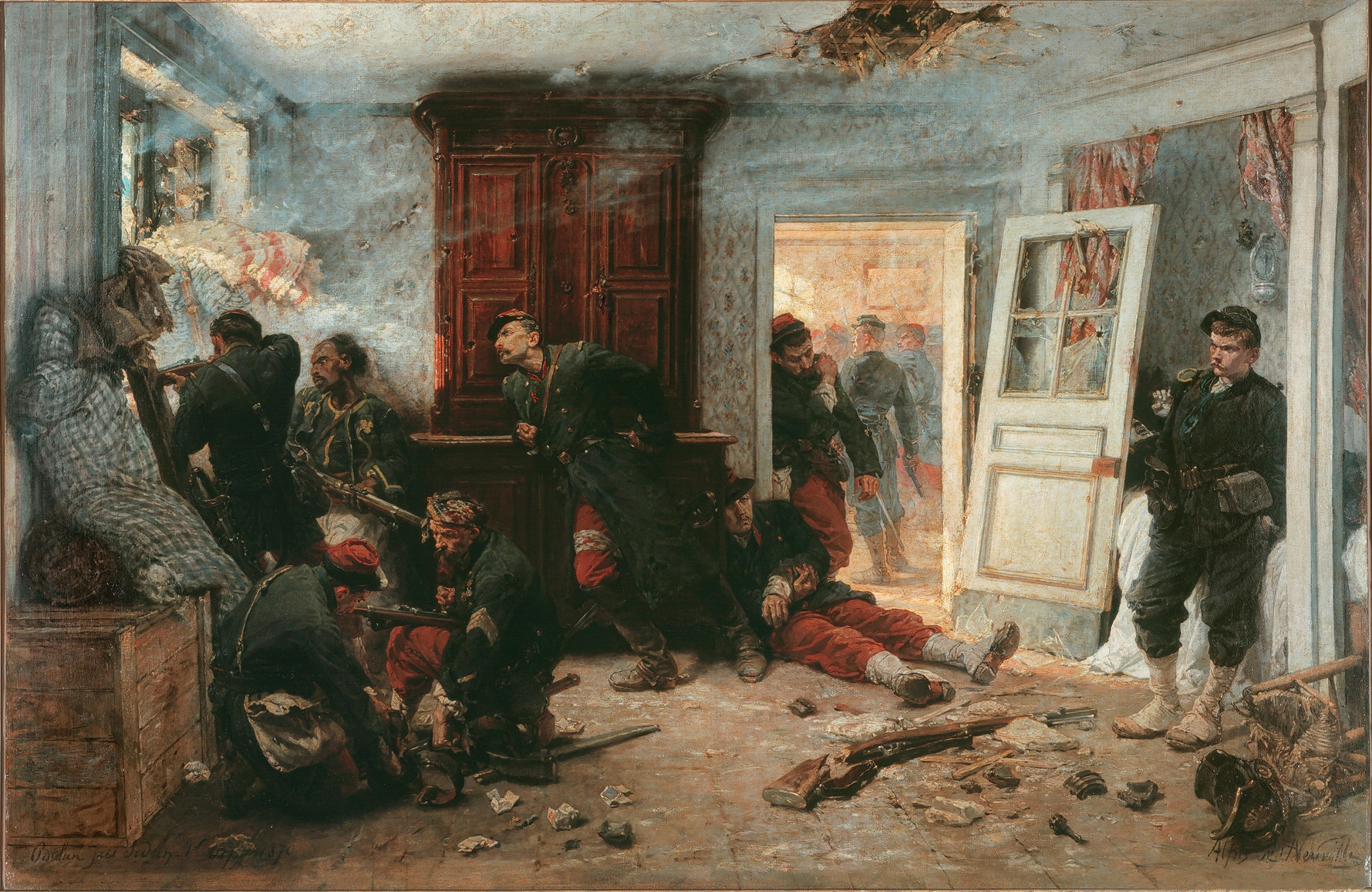
Battaglia di Bazeilles: la casa "dell'ultima cartuccia", dove i soldati francesi organizzarono una disperata difesa all'ultimo sangue durante i combattimenti, in un'opera di Alphonse-Marie-Adolphe de Neuville

Il 31 agosto il feldmaresciallo von Moltke, consapevole dei vantaggi strategici ottenuti con la riuscita manovra a tenaglia e della condizione disperata della posizione francese, definì i dettagli tattici del piano di battaglia diretto ad accerchiare completamente l'armata di Châlons, tagliando anche la strada verso il Belgio. La manovra prevedeva che l'ala destra, costituita dai corpi della Maasarmee e già passata a est del fiume dopo aver attraversato a Stenay il 27 agosto, marciasse risolutamente verso nord conquistando La Chapelle e poi Illy, mentre l'ala sinistra, costituita dalla III Armata, avrebbe sferrato un attacco da sud con i due corpi d'armata dell'esercito bavarese, attaccando Bazeilles. Altri due corpi d'armata (V e XI) che erano già sulla riva settentrionale della Mosa a Donchery, avrebbero marciato a nord-est cercando di ricongiungersi a Illy con le colonne tedesche dell'ala destra, chiudendo il cerchio intorno alle forze nemiche.

### Gli scontri iniziali a Bazeilles

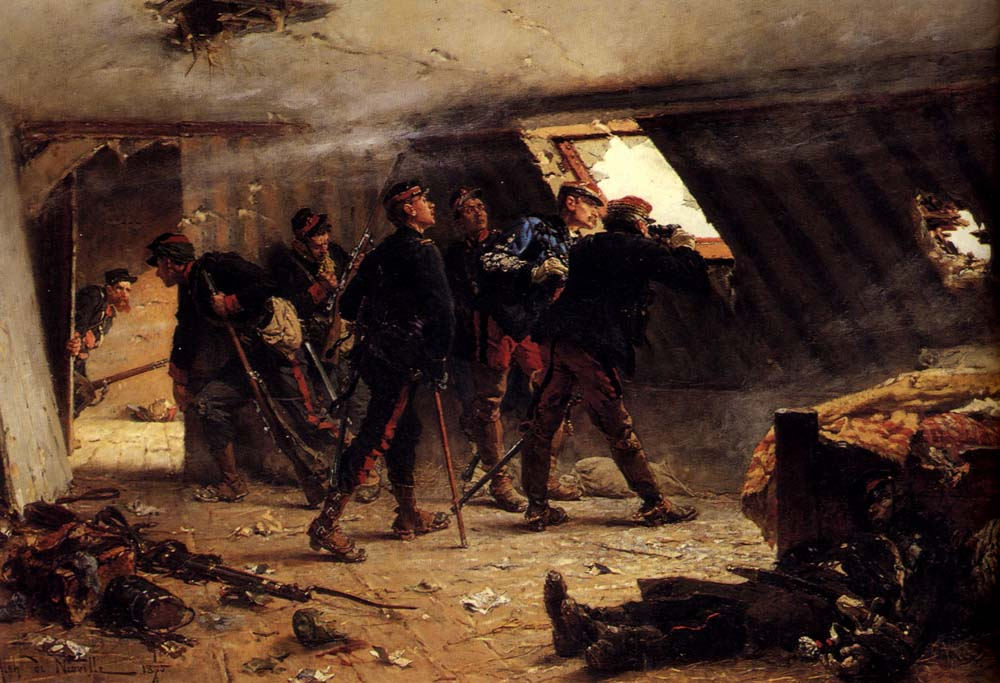
Soldati francesi asserragliati in un abbaino, Alphonse Neuville 1875

Nella nebbia del primo mattino (ore 4.00), Bazeilles venne presa d'assalto dalla combattiva fanteria bavarese del I corpo d'armata del generale von der Tann (sembra in anticipo rispetto ai piani iniziali di Moltke), ma i fanti di marina francesi del XII corpo (appartenenti alla cosiddetta division bleue), che difendevano il villaggio, si erano ben fortificati e si batterono coraggiosamente per ore, organizzando un'aspra difesa all'interno dell'abitato che inflisse grosse perdite al nemico; celebre la tenace resistenza di un gruppo di soldati francesi in un edificio fortificato della cittadina, la famosa "casa dell'ultima cartuccia".
I soldati francesi vennero sostenuti anche dalla popolazione e ricevettero alcuni rinforzi per rafforzare la difesa. I soldati bavaresi, esasperati dalle perdite (le più gravi subite dall'esercito germanico) e dalla ferocia della lotta, applicarono tecniche di guerra particolarmente brutali, incendiando le case e passando sommariamente per le armi i prigionieri, comprese alcune decine di civili, ritenuti franchi tiratori (per il soffocamento del fenomeno dei tireurs esistevano disposizioni ad hoc diramate dall'alto comando prussiano che ne fissavano le modalità repressive). Alle ore 9.30, le truppe francesi, nonostante il valore dimostrato, iniziarono a perdere terreno e dovettero infine abbandonare Bazeilles nelle mani dei bavaresi, anche in seguito agli ordini di ritirata provenienti dal generale Ducrot.
Frattanto, la battaglia si era accesa anche più a est, nel settore della riva destra della Mosa, difeso dal I corpo francese, dove stava avanzando il XII corpo sassone (al comando di Giorgio di Sassonia), appoggiato dal IV corpo prussiano; i sassoni fecero progressi verso la Givonne e a metà mattinata occuparono La Moncelle e puntarono su Daigny (che sarebbe caduta alle ore 10.00). Ancora più a nord-est era già in marcia la Guardia reale prussiana con l'obiettivo di raggiungere La Chapelle e impedire il superamento della frontiera belga. Nel corso dei combattimenti nel settore di La Moncelle (fin dalle 6,30) una scarica di artiglieria ferì seriamente il maresciallo Mac-Mahon, comandante in capo dell'armata francese.

### Confusione nel comando francese

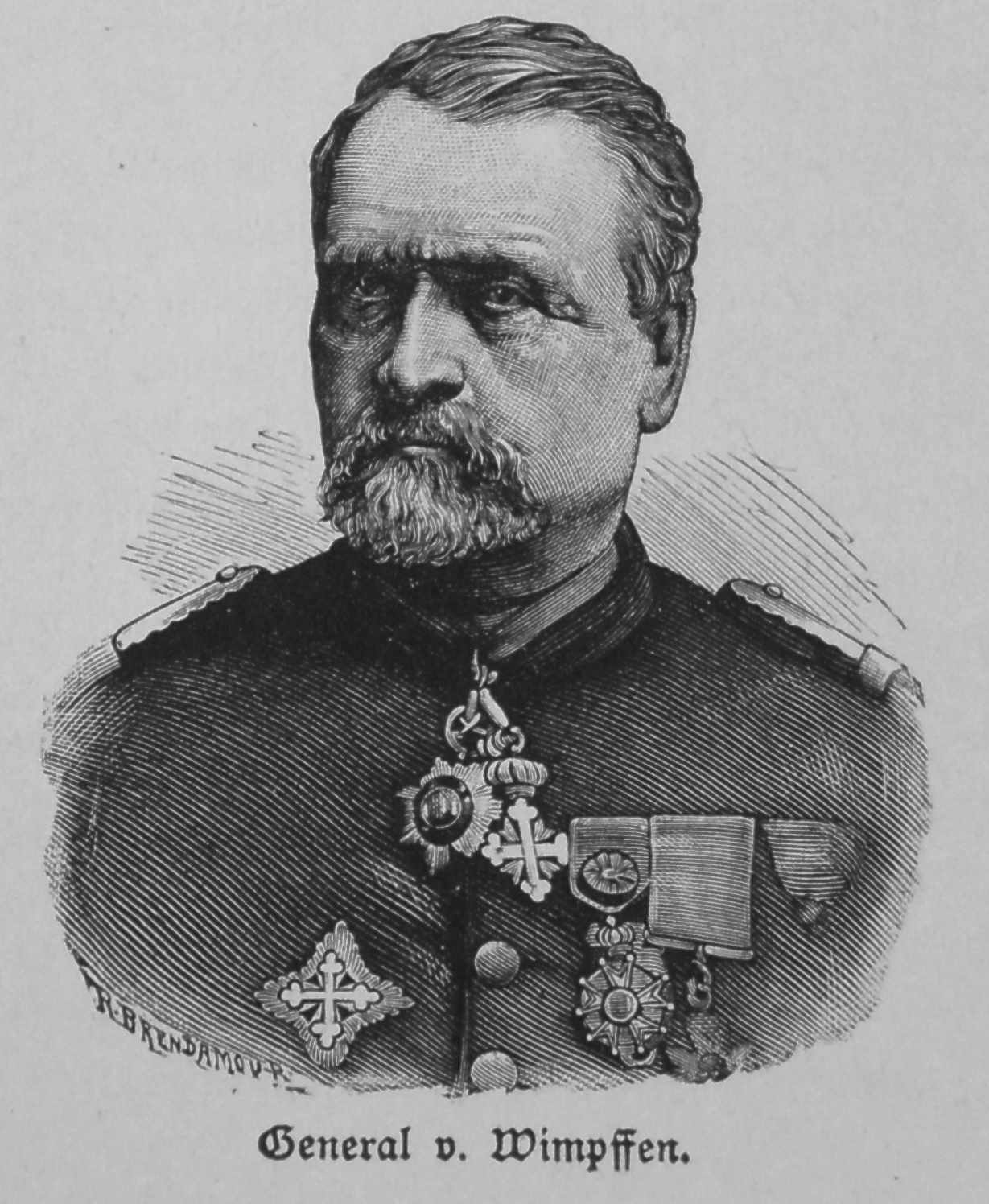
Il generale Wimpffen prese il comando dell'armata francese dopo il ferimento di Mac-Mahon.

Alle 6.30 del mattino il maresciallo trasmise il comando al generale Auguste-Alexandre Ducrot (comandante del I corpo d'armata). Questi, cosciente del pericolo che l'armata francese correva di rimanere bloccata dalla manovra a tenaglia tedesca, decise di organizzare una ritirata immediata verso nord, dopo aver raggruppato le sue forze sull'altopiano di Illy e aver abbandonato Bazeilles. L'armata avrebbe poi dovuto ripiegare verso Mézières, dove era posizionato il XIII corpo del generale Vinoy; tuttavia, Ducrot, che pur aveva giustamente compreso la disperata situazione francese, ignorava che due corpi prussiani (V e XI) della III armata tedesca avessero già attraversato la Mosa a Donchery ed era all'oscuro del fatto che questi fossero già a nord del fiume e fossero in grado di intercettare la via di ritirata verso Mezieres.
Verso le 9.00 del mattino, il generale Wimpffen, giunto dall'Africa il giorno precedente, presentò un ordine ministeriale che lo nominava comandante in caso di assenza di Mac-Mahon ed assunse il comando. Gli ordini di Ducrot, ritenuti di difficile esecuzione ed eccessivamente pessimistici, vennero annullati e Wimpffen, molto fiducioso riguardo alla situazione tattica sul campo, decise al contrario di organizzare un potente contrattacco verso sud per rompere il fronte bavarese e aprirsi la via verso Carignan. All'armata venne quindi ordinato di riprendere (con il XII corpo rinforzato con truppe di riserva e una divisione sottratta al VII corpo) Bazeilles.
Alle 10.00 cominciò un intenso fuoco di artiglieria e la cittadina venne in un primo tempo raggiunta dalle truppe francesi verso le 10.30, nonostante l'aspra resistenza del nemico. Alle 12.00 nuovi rinforzi bavaresi (del II corpo d'armata del generale von Hatmann) respinsero gli attacchi francesi e mantennero il possesso del villaggio. Un nuovo tentativo del generale Wimpffen (ancora convinto dell'esaurimento del nemico e delle possibilità di successo), alle ore 13.00, si risolse in un insuccesso: i francesi ripiegarono e i bavaresi del I corpo finirono per conquistare completamente Bazeilles e anche Balan, poco più a nord. I prolungati scontri di Bazeilles tra la division bleue e i bavaresi furono i più cruenti e aspri della battaglia di Sedan: i fanti di marina francesi registrarono 2655 perdite, mentre le truppe bavaresi contarono 4089 morti e feriti, oltre il 40% delle perdite totali tedesche nella battaglia.

### Zirkelschlacht

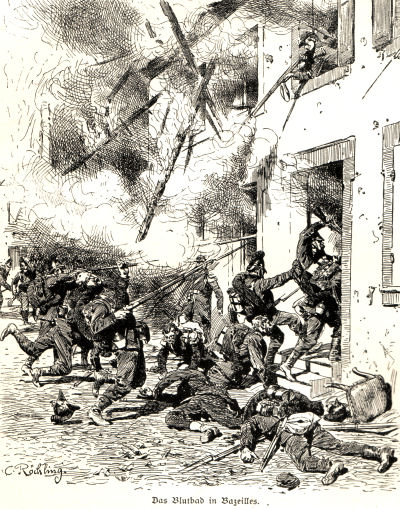
Un'immagine dei duri scontri dentro l'abitato di Bazeilles.

Nel frattempo le forze germaniche del V e dell'XI corpo che avevano attraversato la Mosa a Donchery, avevano proseguito, quasi indisturbate, la loro marcia, deviando a est per cercare di completare l'accerchiamento dell'armata francese; i villaggi di Fleigneux, Illy e Floing, tenacemente difesi dal VII corpo francese (generale Felix Douay), vennero conquistati intorno alle ore 13.00, mettendo in crisi tutto lo schieramento settentrionale del nemico e minacciando di respingerlo pericolosamente a ridosso di Sedan. La cavalleria francese del generale Margueritte lanciò, a partire dalle ore 14.00, tre disperati attacchi verso il vicino villaggio di Floing per cercare di riconquistarne le posizioni; i valorosi tentativi vennero tutti respinti con forti perdite e lo stesso Margueritte rimase gravemente ferito. Dopo essere stato sostituito dal generale Gallifet, sarebbe morto in Belgio alcuni giorni dopo.
Al termine di numerosi e cruenti scontri, altre forze tedesche provenienti da est (sassoni del XII corpo e la Guardia prussiana) costrinsero le ingenti forze francesi del I corpo ad abbandonare la linea del fiume Givonne e a ripiegare nel bosco della Garenne (Bois de la Garenne). Infine, il V corpo (generale von Kirchbach), proveniente da nord-ovest, prese possesso del Calvaire d'Illy, posizione chiave per mantenere la coesione delle posizioni del I e del VII corpo francese.
Il bosco della Garenne venne quindi bersagliato sistematicamente dall'artiglieria prussiana, schierata principalmente a nord e a est del territorio attorno Sedan, decimando le demoralizzate truppe francesi (principalmente del I corpo) che vi si erano raccolte dopo aver abbandonato, di fronte alla schiacciante superiorità del fuoco nemico, la linea della Givonne. Solo intorno alle 14.30 la Guardia prussiana del principe Augusto di Württemberg passò all'attacco da est, mentre il V corpo (slesiani), dopo aver occupato la posizione chiave del Calvaire d'Illy (lasciato forse per errore senza difese), avanzava da nord. La Guardia prussiana penetrò nel bosco della Garenne trovando solo una sporadica e debole resistenza; i reparti francesi si arresero in gran numero e i prussiani conquistarono rapidamente tutta l'area congiungendosi con le altre forze tedesche provenienti da nord (V corpo) e da ovest (XI corpo assiano del generale von Bose).
Nel frattempo, a sud ovest il II corpo bavarese aveva mantenuto saldamente le posizioni sulla riva occidentale della Mosa tra Frenois e Wadelincourt, mentre a sud il I corpo bavarese, dopo aver respinto i contrattacchi su Balan e Bazeilles, avanzò ulteriormente a nord in collegamento, sulla sua destra, con il IV corpo prussiano e il XII corpo sassone, chiudendo definitivamente il cerchio intorno ai demoralizzati e esausti corpi d'armata francesi comandati da Wimpffen, Lebrun, Douay e Ducrot, serrati tra il fiume, il bosco della Garenne e la fortezza di Sedan. Le truppe francesi superstiti rifluirono totalmente disorganizzate verso Sedan per cercare riparo dietro i bastioni della fortezza.

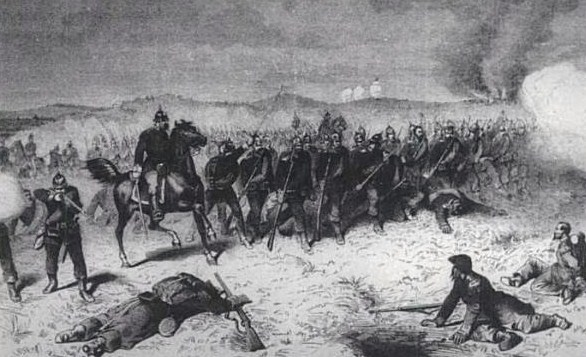
La Guardia reale prussiana marcia verso la foresta della Garenne per chiudere il cerchio intorno all'esercito francese.

Nel primo pomeriggio, il generale Wimpffen, dopo aver radunato, con l'aiuto del generale Lebrun poche migliaia di soldati ancora combattivi ed aver invitato l'imperatore a prendere personalmente il comando delle truppe, lanciò un ultimo attacco su Balan e Bazeilles: dopo un effimero successo anche questo disperato tentativo venne facilmente respinto dalle soverchianti forze nemiche.
Durante tutta la battaglia, le forze francesi erano state regolarmente sottoposte al martellante fuoco della potente artiglieria prussiana schierata in tutte le alture strategiche attorno Sedan (particolarmente micidiale fu il tiro delle batterie posizionate sulla riva sinistra della Mosa, tra Frenois e il bois de la Marfee). Così installata, essa fu libera di dominare lo scenario dello scontro e di devastare le precarie posizioni difensive nemiche. La decisione iniziale di Mac-Mahon di collocare i corpi francesi in un triangolo difensivo completamente scoperto intorno a Sedan contribuì ad esporre le truppe ai colpi dei cannoni del nemico, che ebbero un ruolo fondamentale nel decimare le forze francesi, frustrarne i tentativi di controffensiva e abbatterne il morale. I prussiani, dopo le gravi perdite che avevano subito nelle precedenti battaglie, durante gli attacchi frontali sferrati in colonne profonde, decisero opportunamente di fare assegnamento sulla potenza di fuoco della propria artiglieria per indebolire le difese nemiche, prima ancora di passare all'attacco di fanteria, condotto, questa volta, in ordine meno serrato.
All'intera giornata dei combattimenti avevano assistito, da un'altura presso il villaggio di Frénois, con il vantaggio di una perfetta visuale sul campo di battaglia, re Guglielmo, il cancelliere Bismarck, il capo di stato maggiore von Moltke e il ministro della guerra Roon, accompagnati da un seguito di sovrani alleati, dignitari, funzionari e rappresentanti militari di stati esteri (tra cui il famoso generale statunitense Philip Henry Sheridan).

## La resa

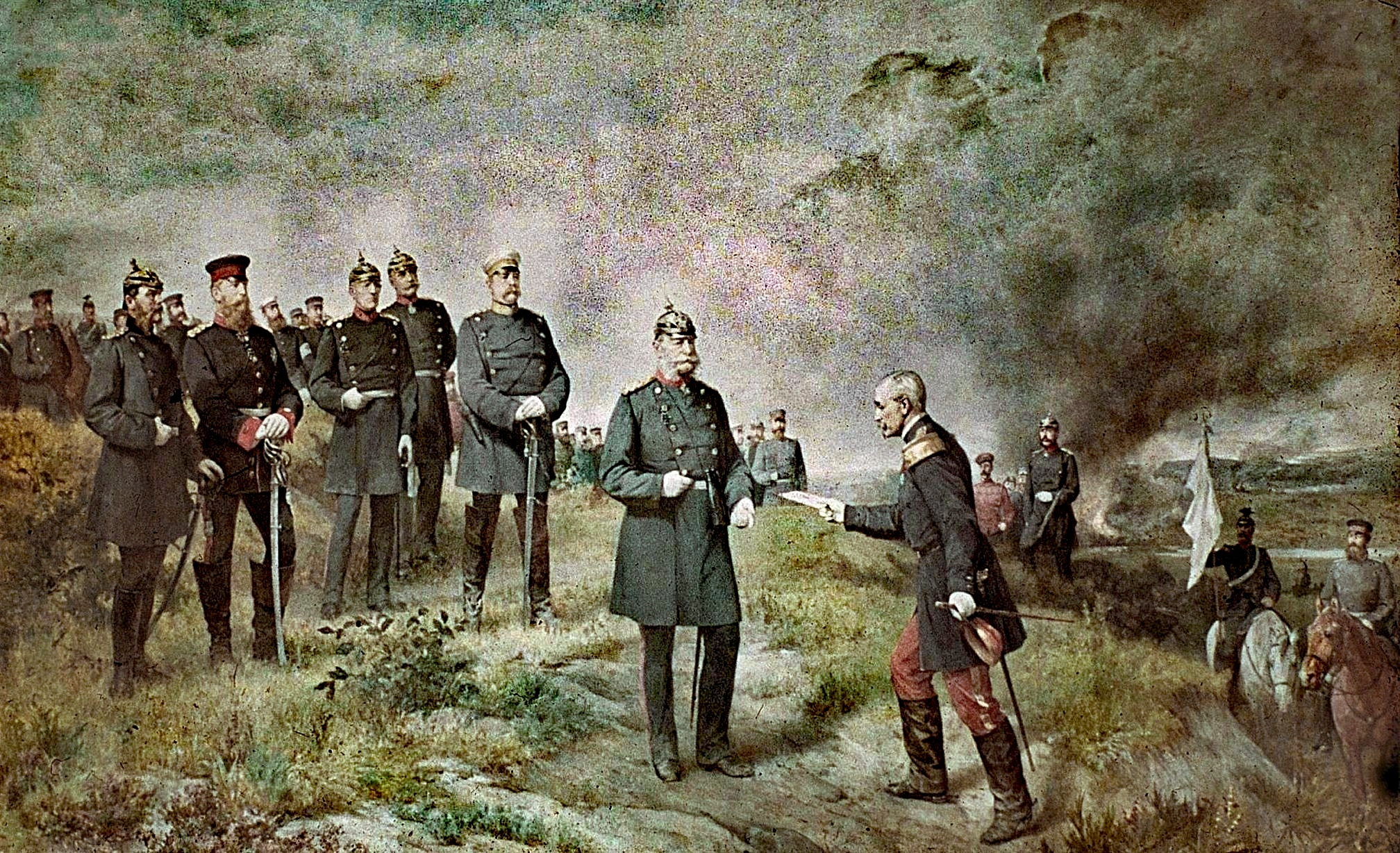
Il generale Reille consegna a Guglielmo I la lettera di resa di Napoleone III

A fine pomeriggio del 1º settembre, l'intera armata francese era accerchiata. La via verso il Belgio chiusa. La situazione era ormai talmente compromessa che le artiglierie germaniche furono in grado di aprire il fuoco direttamente sulla città di Sedan, nella quale ormai vagava, in cerca di scampo, una folla indistinta di soldati per la maggior parte ferita o demoralizzata. I francesi avevano perso oltre 17 000 uomini, tra morti e feriti, 21 000 erano stati fatti prigionieri. I tedeschi contarono 2 320 soldati morti, 5 980 feriti e 700 dispersi (un totale di circa 9 000 uomini, tra i quali oltre 4 000 bavaresi).
Alle 16.15, senza più truppe di rincalzo, Napoleone III, che aveva già in precedenza, intorno alle 14.00, cercato di sospendere l'impari combattimento facendo esporre una bandiera bianca sulle mura della fortezza di Sedan, prese l'iniziativa ed ordinò di cessare l'ormai inutile resistenza, nonostante le violente proteste del generale Wimpffen. Per affrettare la fine dei combattimenti, l'imperatore si risolse, dopo l'arrivo di due parlamentari di guerra, ad inviare alle ore 18.30 il generale Reille, ufficiale addetto alla Casa Imperiale, direttamente al re Guglielmo, sulle colline di Frenois, con una sua lettera personale per chiedere l'interruzione della lotta e l'apertura di negoziati per la resa dell'esercito francese. La breve missiva recitava:
I contenuti della resa vennero negoziati personalmente durante la notte, a Donchery, dai generali Wimpffen (che inizialmente aveva cercato di evitare il penoso incarico) e de Castelneau, assieme a Moltke e allo stato maggiore prussiano, alla presenza anche di Bismarck. La discussione fu accesa e Wimpffen tentò disperatamente di strappare alcune concessioni; di fronte allo spietato ultimatum di Moltke e alla situazione senza speranza, il generale dovette infine cedere. Anche un ultimo tentativo dell'imperatore di ottenere qualche vantaggio durante un colloquio privato con Bismarck non ottenne alcun risultato. Infine, il 2 settembre alle ore 11.00 i termini della capitolazione furono accettati da Wimpffen presso Château de Bellevue: essi prevedevano la resa senza condizioni, la consegna di tutto il materiale e la prigionia dell'intero esercito accerchiato a Sedan. Napoleone si consegnò a von Moltke con gli 83 000 uomini superstiti (oltre a molte migliaia di feriti) e ben 419 cannoni; solo alcuni reparti di cavalleria erano riusciti in precedenza a sfuggire alla trappola e trovare rifugio oltre il confine belga.

## Conseguenze

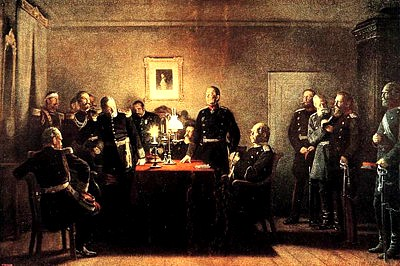
I colloqui di resa la notte del 1º settembre: a sinistra in piedi il generale Wimpffen, al centro von Moltke, seduto a destra il Cancelliere Bismarck.

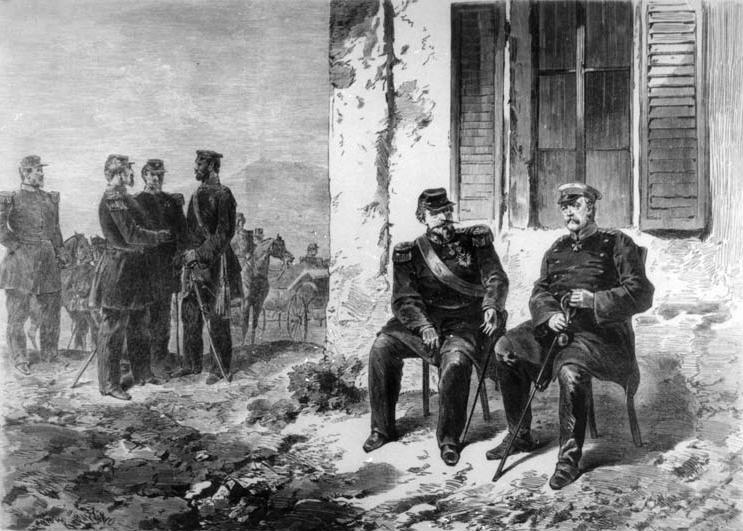
Napoleone III e Bismarck si incontrano a Donchery dopo la battaglia di Sedan

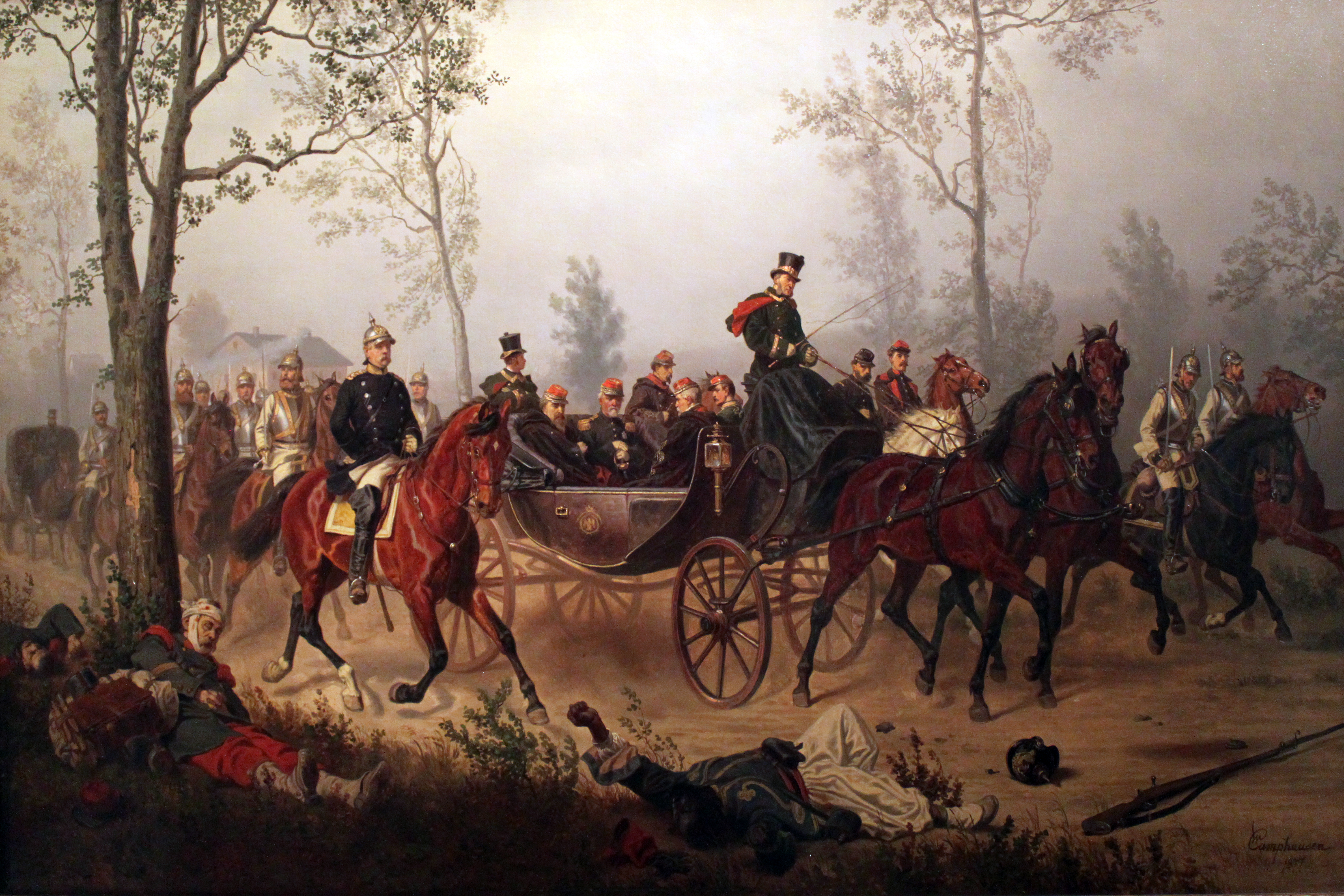
L'imperatore Napoleone III, prigioniero dei prussiani, abbandona il campo di battaglia accompagnato da Bismarck.

Napoleone III, fatto prigioniero, venne portato per una breve cattività a Wilhelmshoehe, nei pressi di Kassel, da dove proseguirà per il suo esilio in Inghilterra, dove sarebbe morto il 9 gennaio 1873 (già prima dell'inizio della guerra Napoleone III soffriva di un tumore alla prostata, che lo perseguitò anche nel corso della stessa battaglia).
Le truppe francesi catturate furono, invece, destinate al miserabile internamento nei campi di raccolta improvvisati dai prussiani nell'ansa della Mosa intorno a Iges: fu il famigerato camp de la misère, dove i soldati, esposti alle intemperie, passarono settimane di sofferenze, privazioni e fame.
Nel frattempo, privo dell'Imperatore, il governo a Parigi perse ogni autorità e venne facilmente rovesciato da un'incruenta rivoluzione repubblicana già il 4 settembre. Il Governo provvisorio della neonata Repubblica, desideroso di proseguire la guerra, condusse una strenua difesa di Parigi ed organizzò nuove armate, impiegate nel tentativo di rompere l'accerchiamento della capitale o di battere sul campo e scacciare gli invasori. Nonostante tutti gli sforzi del nuovo governo repubblicano, la guerra, costellata di nuove sconfitte, sarebbe terminata con la disfatta francese e la firma del Trattato di Francoforte il 10 maggio 1871. La vittoria prussiana sarebbe stata suggellata dalla proclamazione dell'Impero tedesco a Versailles il 18 gennaio 1871.
I Prussiani fecero del 2 settembre la festa nazionale del neonato Secondo Impero Germanico (il Sedantag). L'enormità della sconfitta francese di Sedan ebbe una influenza decisiva sugli eventi successivi del conflitto e segnò le sorti delle nazioni coinvolte e le dinamiche della storia europea fino al 1918, provocando il momentaneo declino della Francia e trasformando la nuova Germania riunificata nella potenza politica e militare più importante del continente. Essa rappresentò un'interprete fondamentale nella diplomazia europea e nella politica delle alleanze tra le Grandi Potenze per oltre 40 anni.
Dal punto di vista della strategia militare, la battaglia di Sedan rimane un esempio classico di perfetta battaglia di annientamento, conclusa con il totale accerchiamento e la distruzione dell'esercito nemico. Pur favorita dai gravi errori del comando francese e dalla superiorità numerica tedesca, la vittoria, magistralmente conseguita grazie alle abili manovre del feldmaresciallo von Moltke e all'efficienza delle truppe germaniche, si affianca nella storia militare ad altre classiche "battaglie di distruzione", come Canne, Ulma, Vicksburg, Tannenberg, Kiev e Stalingrado.
Conseguenza indiretta della caduta dell'Impero di Napoleone III e della proclamazione della Terza Repubblica francese fu, a pochi giorni dal 2 settembre 1870, l'attacco dell'esercito del Regno d'Italia allo Stato Pontificio e la conseguente Presa di Roma.